# Melitta
Melitta é uma marca da Alemanha que desenvolve cafés embalados a vácuo, café solúvel, filtros para café e outros produtos relacionados à indústria cafeeira. Tem filiais em diversos países, e no Brasil se estabeleceu em 1968, fabricando principalmente os filtros de papel.

## História
A dona de casa alemã  Melitta Bentz (1873-1950) inventou o primeiro filtro de papel em 1908 em sua casa em Dresden, leste da Alemanha. Ela e o marido resolveram comercializar o produto, que foi logo aceito pelo mercado. Horst Bentz, filho do casal, assumiu a pequena firma que se tornou uma grande empresa. Em 1929, a indústria se transferiu para Minden, onde está até hoje. Atualmente é uma das cem maiores indústrias da Alemanha, presente em mais de 100 países. Fabrica hoje mais de 160 itens ligados ao café, como filtros, cafeteiras, etc.

## Ver também

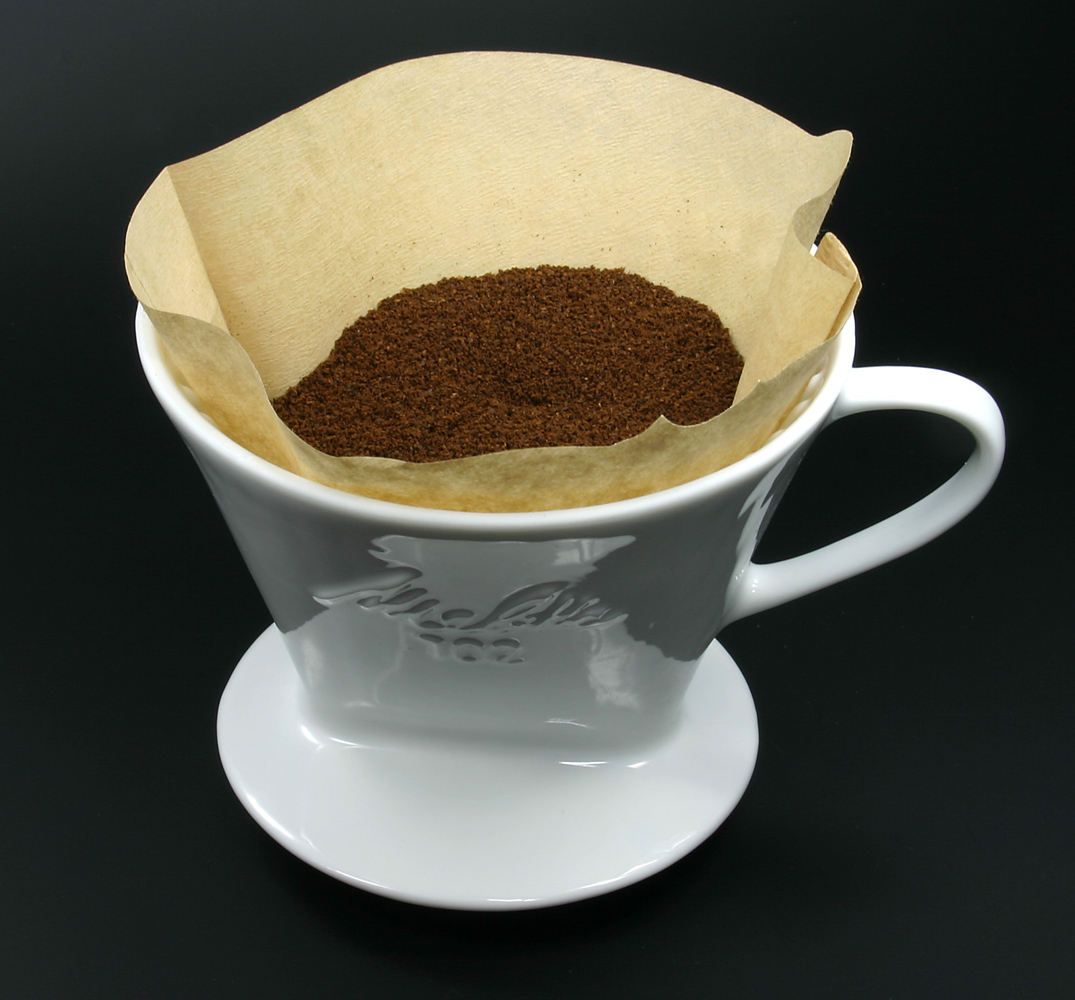
Filtro para café da Melitta.